# Barbeville
Barbeville est une commune française, située dans le département du Calvados en région Normandie, peuplée de 228 habitants.

## Géographie
Barbeville est située dans la vallée de la Drôme, à cinq kilomètres de Bayeux, elle fait partie de la communauté de communes Bayeux Intercom.
| Cussy  | Cussy      | Vaucelles                  |
| Cottun | Barbeville | Vaucelles, Saint-Loup-Hors |
| Ranchy | Ranchy     | Ranchy                     |

### Hydrographie
La commune est située dans le bassin Seine-Normandie. Elle est drainée par la Drome, la Drôme, le ruisseau de Cottun, le ruisseau de Saint-Symphorien et divers autres petits cours d'eau,.
La Drôme, d'une longueur de 58 km, prend sa source dans la commune de Souleuvre en Bocage et se jette  dans l'Aure à Maisons, après avoir traversé 26 communes. Les caractéristiques hydrologiques de la Drôme sont données par la station hydrologique située sur la commune de Sully. Le débit moyen mensuel est de 2,63 m3/s. Le débit moyen journalier maximum est de 34,2 m3/s, atteint lors de la crue du 26 janvier 1995. Le débit instantané maximal est quant à lui de 39,2 m3/s, atteint le même jour.

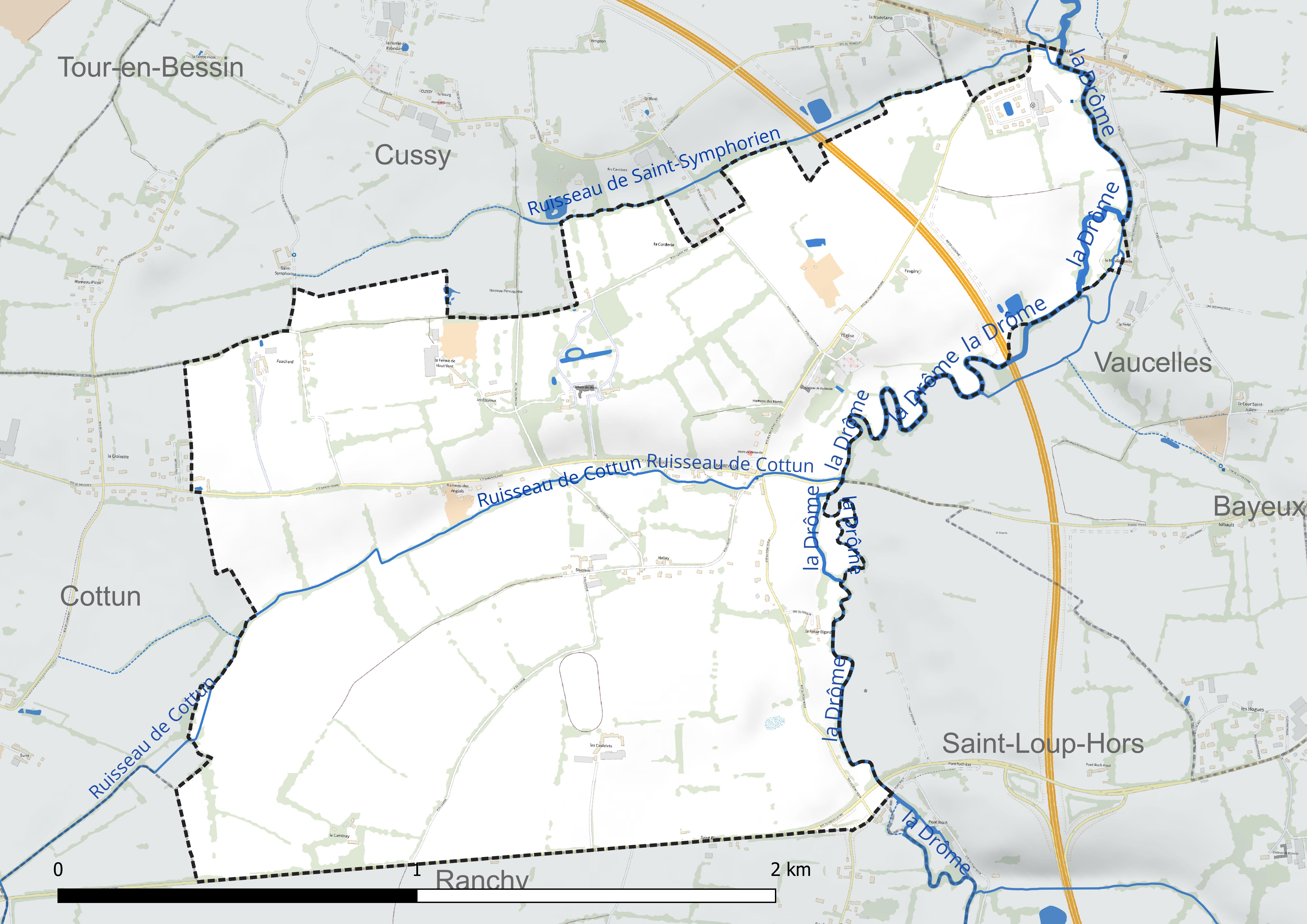
Réseau hydrographique de Barbeville.

### Climat
Pour des articles plus généraux, voir Climat de la Normandie et Climat du Calvados.
En 2010, le climat de la commune est de type climat océanique franc, selon une étude du CNRS s'appuyant sur une série de données couvrant la période 1971-2000. En 2020, Météo-France publie une typologie des climats de la France métropolitaine dans laquelle la commune est exposée à un climat océanique et est dans la région climatique  Normandie (Cotentin, Orne), caractérisée par une pluviométrie relativement élevée (850 mm/a) et un été frais (15,5 °C) et venté. Parallèlement le GIEC normand, un groupe régional d'experts sur le climat, différencie quant à lui, dans une étude de 2020, trois grands types de climats pour la région Normandie, nuancés à une échelle plus fine par les facteurs géographiques locaux. La commune est, selon ce zonage, exposée à un « climat des plateaux abrités », correspondant à la plaine agricole de Caen à Falaise, sous le vent des collines de Normandie et proche de la mer, se caractérisant par une pluviométrie et des contraintes thermiques modérées.
Pour la période 1971-2000, la température annuelle moyenne est de 10,9 °C, avec  une amplitude thermique annuelle de 11,5 °C. Le cumul annuel moyen de précipitations est de 743 mm, avec 13 jours de précipitations en janvier et 7,5 jours en juillet. Pour la période 1991-2020, la température moyenne annuelle observée sur la station météorologique la plus proche, située sur la commune de Balleroy-sur-Drôme à 12 km à vol d'oiseau, est de 11,2 °C et le cumul annuel moyen de précipitations est de 924,3 mm,. Pour l'avenir, les paramètres climatiques de la commune estimés pour 2050 selon différents scénarios d'émission de gaz à effet de serre sont consultables sur un site dédié publié par Météo-France en novembre 2022.

## Urbanisme

### Typologie
Au 1er janvier 2024, Barbeville est catégorisée commune rurale à habitat dispersé, selon la nouvelle grille communale de densité à 7 niveaux définie par l'Insee en 2022.
Elle est située hors unité urbaine. Par ailleurs la commune fait partie de l'aire d'attraction de Bayeux, dont elle est une commune de la couronne,. Cette aire, qui regroupe 29 communes, est catégorisée dans les aires de moins de 50 000 habitants,.

### Occupation des sols
L'occupation des sols de la commune, telle qu'elle ressort de la base de données européenne d'occupation biophysique des sols Corine Land Cover (CLC), est marquée par l'importance des territoires agricoles (98,7 % en 2018), une proportion identique à celle de 1990 (98,7 %). La répartition détaillée en 2018 est la suivante : 
terres arables (63 %), prairies (35,6 %), zones urbanisées (1,3 %). L'évolution de l'occupation des sols de la commune et de ses infrastructures peut être observée sur les différentes représentations cartographiques du territoire : la carte de Cassini (XVIIIe siècle), la carte d'état-major (1820-1866) et les cartes ou photos aériennes de l'IGN pour la période actuelle (1950 à aujourd'hui).

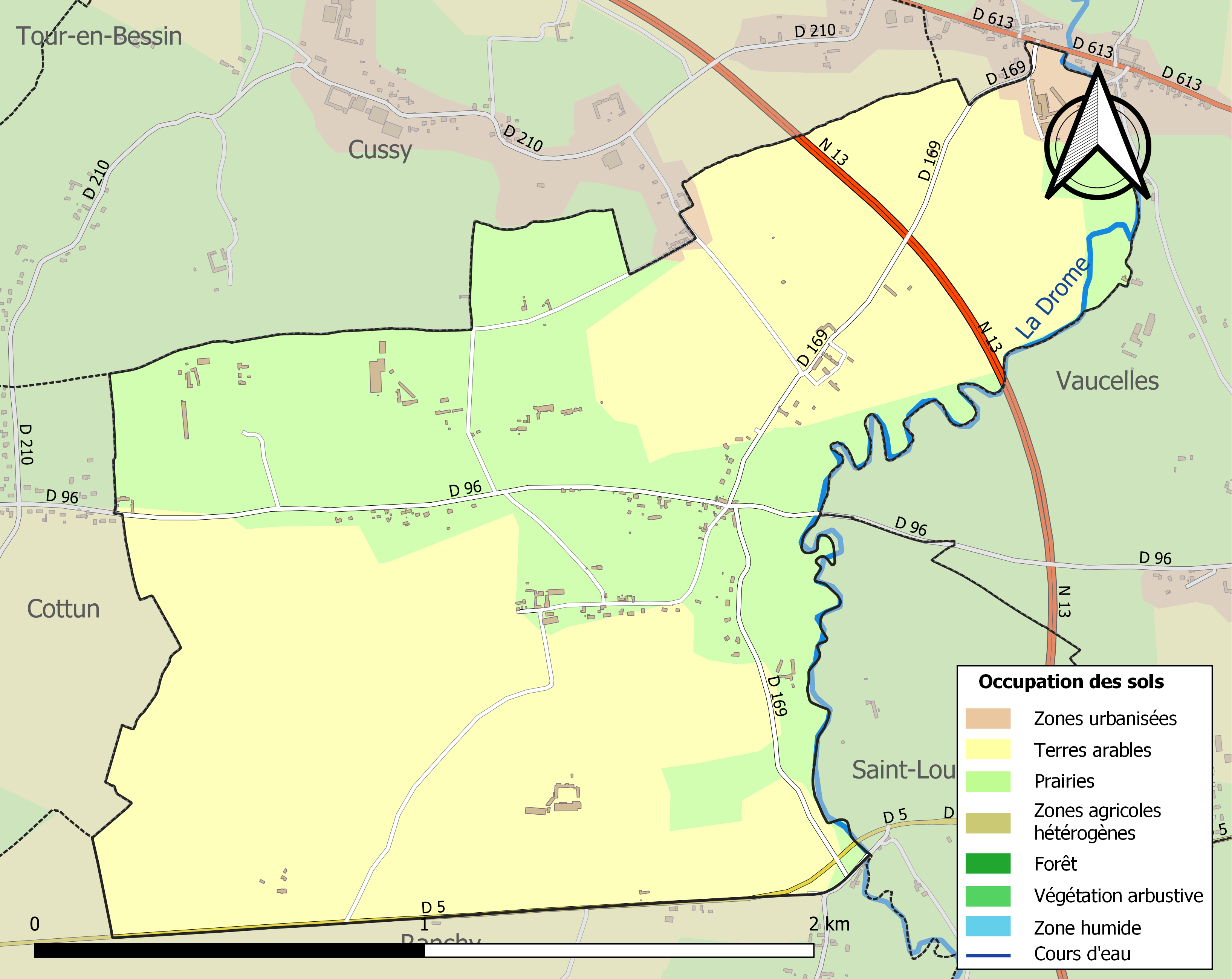
Carte des infrastructures et de l'occupation des sols de la commune en 2018 (CLC).

## Toponymie
Le nom de la localité est attesté sous les formes Barbiville en 1122 - 1135,  Barbavilla en 1163, Barbevilla vers 1176 et Barbainvilla en 1230,, Barbenvilla en 1278,.
Il s'agit d'une formation toponymique en -ville au sens ancien de « domaine rural », précédée d'un anthroponyme variant selon les spécialistes, qui proposent le nom de personne germanique non attesté *Barbo, les noms romans masculins attestés Barba, Barbanus et Barbatus, ou le nom roman féminin attesté Barbe.
François de Beaurepaire ne retient que Barbatus (comprendre la latinisation de Barbet), surnom signifiant « le Barbu », cet anthroponyme étant attesté dans plusieurs textes rédigés en latin médiéval au XIe siècle entre autres dans le Bessin et à l'origine des patronymes Barbet, Barbey, etc. Un certain Wigotus Barbatus est mentionné en 1042 dans une charte de l'abbaye de Cerisy. Il se rencontre plusieurs fois dans la toponymie normande, notamment dans Barfleur (Barbefloth 1066 - 1077, Barbatum fluctum fin XIe siècle) et le hameau de Barbeville à côté, ainsi que dans Barbetot (Seine-Maritime, Épretot, Barbetot 1245). Étant donné son association avec des noms de personnes et des appellatifs scandinaves, il peut être une traduction du nom scandinave Skeggi qui a la même signification et que l'on retrouve dans Équiqueville (Seine-Maritime, Schechevilla 1142 - 1150) et Écuquetot (Seine-Maritime, Eskeketot 1222).
Le gentilé est Barbevillais.

## Politique et administration
| Période                                  | Période   | Identité         | Étiquette | Qualité                     |
| ---------------------------------------- | --------- | ---------------- | --------- | --------------------------- |
| 1968                                     | 1989      | Philippe Henry   | SE        | Éleveur de chevaux          |
| 1989                                     | mars 2001 | Hervé Legrand    |           |                             |
| mars 2001                                | mars 2008 | Henri Kliszowski | SE        | Chirurgien (retraité)       |
| mars 2008                                | En cours  | Denis Énée       | SE        | Retraité (secteur bancaire) |
| Les données manquantes sont à compléter. |           |                  |           |                             |

Le conseil municipal est composé de onze membres dont le maire et deux adjoints.

## Démographie
L'évolution du nombre d'habitants est connue à travers les recensements de la population effectués dans la commune depuis 1793. Pour les communes de moins de 10 000 habitants, une enquête de recensement portant sur toute la population est réalisée tous les cinq ans, les populations de référence des années intermédiaires étant quant à elles estimées par interpolation ou extrapolation. Pour la commune, le premier recensement exhaustif entrant dans le cadre du nouveau dispositif a été réalisé en 2004.
En 2022, la commune comptait 228 habitants, en évolution de +31,79 % par rapport à 2016 (Calvados : +1,58 %, France hors Mayotte : +2,11 %).
Au premier recensement républicain, en 1793, Barbeville comptait 254 habitants, population jamais atteinte depuis.
| 1793 | 1800 | 1806 | 1821 | 1831 | 1836 | 1841 | 1846 | 1851 |
| ---- | ---- | ---- | ---- | ---- | ---- | ---- | ---- | ---- |
| 254  | 196  | 195  | 223  | 217  | 222  | 216  | 190  | 193  |

| 1856 | 1861 | 1866 | 1872 | 1876 | 1881 | 1886 | 1891 | 1896 |
| ---- | ---- | ---- | ---- | ---- | ---- | ---- | ---- | ---- |
| 194  | 202  | 187  | 172  | 194  | 171  | 174  | 211  | 217  |

| 1901 | 1906 | 1911 | 1921 | 1926 | 1931 | 1936 | 1946 | 1954 |
| ---- | ---- | ---- | ---- | ---- | ---- | ---- | ---- | ---- |
| 224  | 207  | 224  | 203  | 202  | 204  | 188  | 197  | 186  |

| 1962 | 1968 | 1975 | 1982 | 1990 | 1999 | 2004 | 2006 | 2009 |
| ---- | ---- | ---- | ---- | ---- | ---- | ---- | ---- | ---- |
| 169  | 196  | 181  | 174  | 151  | 163  | 178  | 182  | 182  |

| 2014 | 2019 | 2022 | - | - | - | - | - | - |
| ---- | ---- | ---- | - | - | - | - | - | - |
| 178  | 189  | 228  | - | - | - | - | - | - |

## Économie
La commune se situe dans la zone géographique des appellations d'origine protégée (AOP) Beurre d'Isigny et Crème d'Isigny.

## Lieux et monuments
- Le haras de Barbeville : créé à la fin du XIXe siècle par le comte Foy, il est un haut lieu de l'élevage de yearlings. Le prix de Barbeville fut couru pour la première fois à Longchamp en 1889, il existe encore.
- Château de Barbeville du XVIIIe siècle, inscrit au titre des monuments historiques[37].
- Église Saint-Martin du XIVe siècle, inscrite au titre des MH[38].
- Château des Monts, du XIXe siècle[39].
- Manoir de Cambray, construit par Népomucène Lemercier, fin du XVIIIe siècle.

## Personnalités liées à la commune
- Henri Gérard (1818-1903), député du Calvados de 1881 à 1902, a été maire de Barbeville.

« Personnalité équestre », la jument Noblesse des Tess, médaille de bronze de saut d'obstacles aux Jeux olympiques d'été de 2012, est née en 2001 à Barbeville.